# Església de Tsughrughasheni
L'església de Tsughrughasheni (en georgià: წუღრუღაშენის ეკლესია) es un edifici de l'Església ortodoxa georgiana al districte de Bolnisi, Geòrgia, està situada a 2 km de la basílica Bolnisi Sioni, al marge dret del riu Bolnisistsqali.

## Història
L'església va ser construïda entre el 1212 i el 1222, suposadament pel rei Jordi IV de Geòrgia de la dinastia Bagrationi.
L'església de Tsughrughasheni té una certa similitud estilística amb altres esglésies georgianes dels segles xii i xiii, com els monestirs de Betània, monestir de Kvatajevi i Pitareti, però és més petita que aquests i té una cúpula més alta. El plànol de l'església és d'angle recte i és rica pel que fa als ornaments tradicionals de Geòrgia.

## Galeria

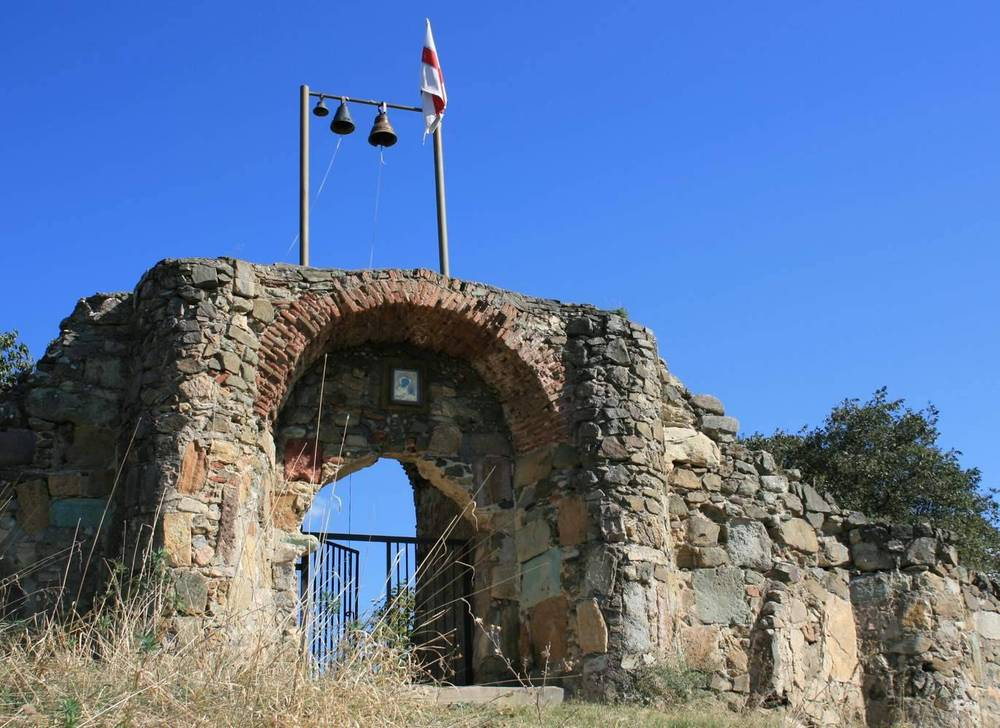
Porta de l'església
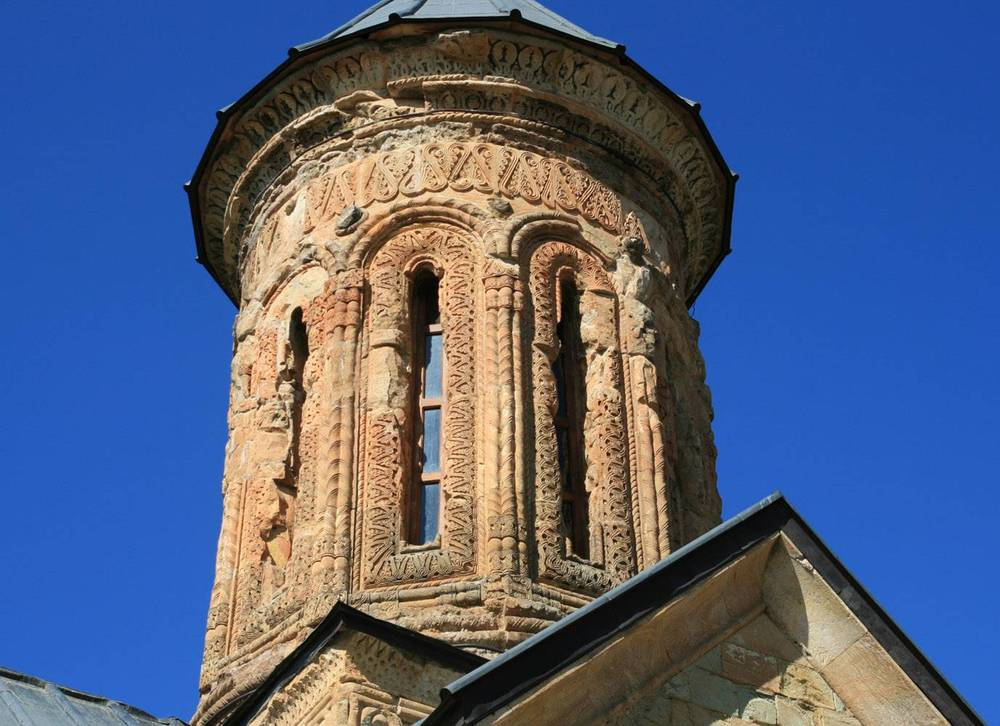
Detall exterior del tambor
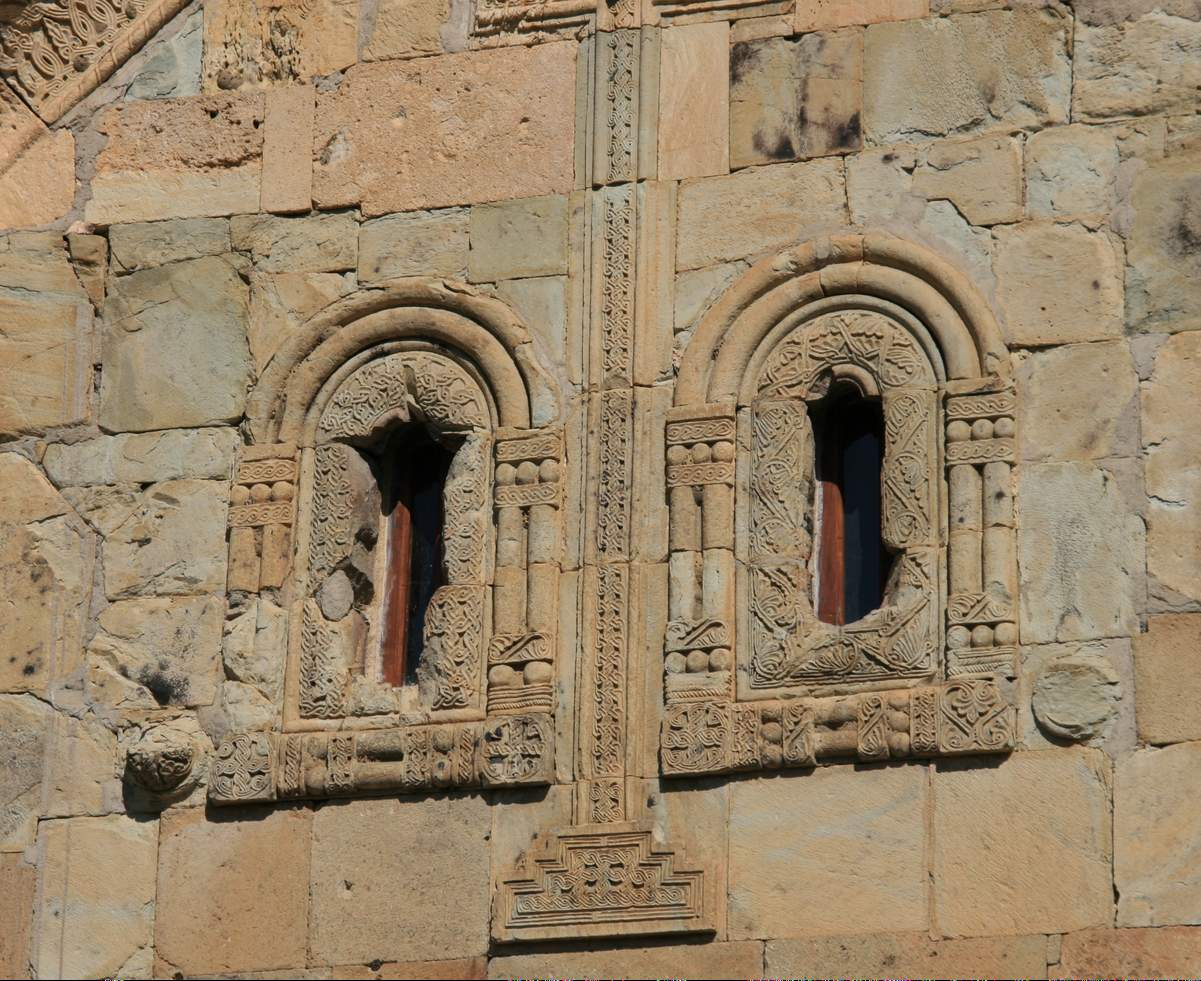
Finestres a la façana exterior occidental
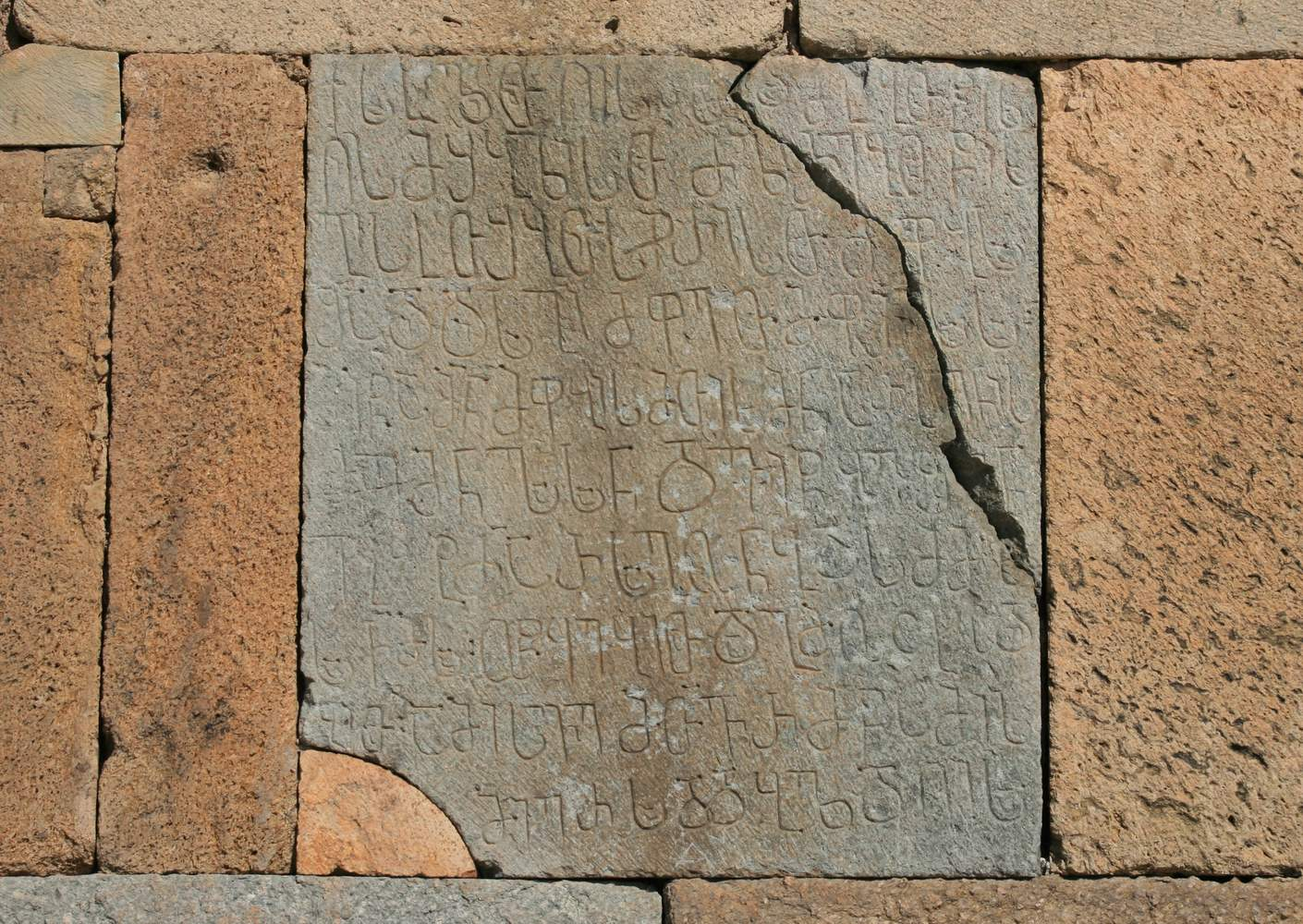
Inscripció a la façana exterior occidental